# Michael Olakigbe
Michael Oluwakorede Olakigbe (Lambeth, 25 aprile 2004) è un calciatore inglese, attaccante del Wigan.

## Carriera

### Club
Dopo aver giocato nelle giovanili di Erith & Belvedere, East Soccer Base e QPR, Olakigbe si è trasferito al Fulham nel 2018. Ha percorso tutti i livelli giovanili a partire dall'Under-14 fino ed alla fine della stagione 2019-2020 ha firmato il suo primo contratto professionistico. Ha lasciato il club nell'estate del 2022.
Il 29 luglio 2022 si è trasferito al Brentford in Premier League con cui ha firmato un contratto di quattro anni con opzione. Infortunato al momento del suo arrivo, ha debuttato con la squadra B nell'ottobre 2022 ed è stato incluso nei convocati della prima squadra per il ritiro di metà stagione a Girona. Il 1º aprile 2023 ha ricevuto la prima convocazione per un match ufficiale, rimanendo in panchina nel pareggio per 3-3 contro il Brighton in Premier League.
Nel ritiro estivo del 2023 è stato aggregato alla prima squadra, ed il 29 agosto ha debuttato nel calcio professionistico giocando l'incontro di Football League Cup contro il Newport County. Nel calciomercato di gennaio, dopo complessive 8 presenze senza reti in Premier League, è stato ceduto in prestito in terza divisione al Peterborough Utd: qui ha giocato 5 partite di campionato ed ha vinto il Football League Trophy. A fine stagione viene ceduto a titolo definitivo al Wigan, altro club militante nella terza divisione inglese.

### Nazionale
Ha giocato nelle nazionali giovanili inglesi Under-18 ed Under-20.

## Statistiche

### Presenze e reti nei club
Statistiche aggiornate al 9 dicembre 2023.
| Stagione        | Squadra         | Campionato      | Campionato | Campionato | Coppe nazionali | Coppe nazionali | Coppe nazionali | Coppe continentali | Coppe continentali | Coppe continentali | Altre coppe | Altre coppe | Altre coppe | Totale | Totale | Totale |
| Stagione        | Squadra         | Comp            | Pres       | Reti       | Comp            | Pres            | Reti            | Comp               | Pres               | Reti               | Comp        | Pres        | Reti        | Pres   | Reti   |        |
| --------------- | --------------- | --------------- | ---------- | ---------- | --------------- | --------------- | --------------- | ------------------ | ------------------ | ------------------ | ----------- | ----------- | ----------- | ------ | ------ | ------ |
| 2023-2024       | Brentford       | PL              | 8          | 0          | FACup+CdL       | 0+2             | 0               |                    | -                  | -                  |             | -           | -           | 10     | 0      |        |
| Totale carriera | Totale carriera | Totale carriera | 6          | 0          |                 | 2               | 0               |                    | -                  | -                  |             | -           | -           | 8      | 0      |        |

## Palmarès

### Club

#### Competizioni nazionali
- Football League Trophy: 1

Peterborough United: 2023-2024